# UEFA Champions League 2023-2024 (fase a gironi)
La fase a gironi della UEFA Champions League 2023-2024 si è disputata tra il 19 settembre e il 13 dicembre 2023. Hanno partecipato a questa fase della competizione 32 club: 16 di essi si sono qualificati alla successiva fase a eliminazione diretta, che condurrà alla finale di Londra del 1º giugno 2024.

## Date
| Fase          | Sorteggio                               | Turno            | Data                 |
| ------------- | --------------------------------------- | ---------------- | -------------------- |
| Fase a gironi | 31 agosto 2023, ore 18:00 CEST (Monaco) | Prima giornata   | 19-20 settembre 2023 |
| Fase a gironi | 31 agosto 2023, ore 18:00 CEST (Monaco) | Seconda giornata | 3-4 ottobre 2023     |
| Fase a gironi | 31 agosto 2023, ore 18:00 CEST (Monaco) | Terza giornata   | 24-25 ottobre 2023   |
| Fase a gironi | 31 agosto 2023, ore 18:00 CEST (Monaco) | Quarta giornata  | 7-8 novembre 2023    |
| Fase a gironi | 31 agosto 2023, ore 18:00 CEST (Monaco) | Quinta giornata  | 28-29 novembre 2023  |
| Fase a gironi | 31 agosto 2023, ore 18:00 CEST (Monaco) | Sesta giornata   | 12-13 dicembre 2023  |

## Formato
In ogni gruppo le squadre si affrontano secondo la formula del girone all'italiana. Le prime due classificate di ciascun gruppo accedono alla fase a eliminazione diretta. La terza classificata accede agli spareggi della fase a eliminazione diretta della UEFA Europa League e la quarta classificata è eliminata.
Nel caso che due o più squadre finiscano a pari punti nel girone, vengono adottati i seguenti criteri in ordine di importanza per stabilire le posizioni nella classifica finale del gruppo:
1. Il maggior numero di punti ottenuti negli scontri diretti fra le squadre finite a pari punti;
2. Nel caso di ulteriore parità: la migliore differenza reti negli scontri diretti fra le squadre finite a pari punti;
3. Nel caso di ulteriore parità: il maggior numero di reti segnate negli scontri diretti fra le squadre finite a pari punti;
4. Nel caso di ulteriore parità si prendono in esame tutte le partite disputate nel gruppo, comprese quelle con le squadre che non sono finite a pari punti;
5. La migliore differenza reti in tutte le partite disputate nel gruppo;
6. Nel caso di ulteriore parità: il maggior numero di reti segnate in tutte le partite disputate nel gruppo;
7. Nel caso di ulteriore parità: il maggior numero di reti segnate in tutte le partite disputate fuori casa nel gruppo;
8. Nel caso di ulteriore parità: il maggior numero di vittorie conseguite in tutte le partite disputate nel gruppo;
9. Nel caso di ulteriore parità: il maggior numero di vittorie conseguite in tutte le partite disputate fuori casa nel gruppo;
10. Nel caso di ulteriore parità avranno una migliore classifica le squadre con meno punti di penalità derivanti dai cartellini gialli e rossi ricevuti durante le partite della fase a gironi: 3 punti per ogni cartellino rosso, 1 punto per ogni cartellino giallo e 3 punti per l'espulsione dovuta a due cartellini gialli;
11. Nel caso di ulteriore parità avranno una migliore classifica le squadre con il miglior coefficiente UEFA.

## Squadre
| Legenda                                                                                       |
| --------------------------------------------------------------------------------------------- |
| Primi e secondi classificati (agli ottavi di finale della fase a eliminazione diretta)        |
| Terzi classificati (agli spareggi della fase a eliminazione diretta della UEFA Europa League) |
| Quarti classificati (eliminati)                                                               |

| Squadre             | Coeff   |
| Urna 1              | Urna 1  |
| ------------------- | ------- |
| Manchester City     | 145.000 |
| Siviglia            | 91.000  |
| Barcellona          | 98.000  |
| Napoli              | 81.000  |
| Bayern Monaco       | 136.000 |
| Paris Saint-Germain | 112.000 |
| Benfica             | 82.000  |
| Feyenoord           | 51.000  |

| Squadre           | Coeff   |
| Urna 2            | Urna 2  |
| ----------------- | ------- |
| Real Madrid       | 121.000 |
| Manchester Utd    | 104.000 |
| Inter             | 96.000  |
| Borussia Dortmund | 86.000  |
| Atlético Madrid   | 85.000  |
| RB Lipsia         | 84.000  |
| Porto             | 81.000  |
| Arsenal           | 76.000  |

| Squadre      | Coeff  |
| Urna 3       | Urna 3 |
| ------------ | ------ |
| Šachtar      | 63.000 |
| Salisburgo   | 59.000 |
| Milan        | 50.000 |
| Braga        | 44.000 |
| PSV          | 43.000 |
| Lazio        | 42.000 |
| Stella Rossa | 42.000 |
| Copenaghen   | 40.500 |

| Squadre       | Coeff  |
| Urna 4        | Urna 4 |
| ------------- | ------ |
| Young Boys    | 34.500 |
| Real Sociedad | 33.000 |
| Galatasaray   | 31.500 |
| Celtic        | 31.000 |
| Newcastle Utd | 21.914 |
| Union Berlino | 17.000 |
| Anversa       | 17.000 |
| Lens          | 12.232 |

## Sorteggio
| Gruppo | 1ª fascia           | 2ª fascia         | 3ª fascia    | 4ª fascia     |
| ------ | ------------------- | ----------------- | ------------ | ------------- |
| A      | Bayern Monaco       | Manchester Utd    | Copenaghen   | Galatasaray   |
| B      | Siviglia            | Arsenal           | PSV          | Lens          |
| C      | Napoli              | Real Madrid       | Braga        | Union Berlino |
| D      | Benfica             | Inter             | Salisburgo   | Real Sociedad |
| E      | Feyenoord           | Atlético Madrid   | Lazio        | Celtic        |
| F      | Paris Saint-Germain | Borussia Dortmund | Milan        | Newcastle Utd |
| G      | Manchester City     | RB Lipsia         | Stella Rossa | Young Boys    |
| H      | Barcellona          | Porto             | Šachtar      | Anversa       |

## Risultati

### Gruppo A
| Squadra        | Pt | G | V | N | P | GF | GS | DG |
| -------------- | -- | - | - | - | - | -- | -- | -- |
| Bayern Monaco  | 16 | 6 | 5 | 1 | 0 | 12 | 6  | +6 |
| Copenaghen     | 8  | 6 | 2 | 2 | 2 | 8  | 8  | 0  |
| Galatasaray    | 5  | 6 | 1 | 2 | 3 | 10 | 13 | -3 |
| Manchester Utd | 4  | 6 | 1 | 1 | 4 | 12 | 15 | -3 |

| Arbitro: | Georgi Kabakov |

|                   |           |                               |
| Boey 86’ Tetê 88’ | Marcatori | 35’ Elyounoussi 58’ Gonçalves |

| Arbitro: | Glenn Nyberg |

|                                               |           |                                 |
| Sané 28’ Gnabry 32’ Kane 53’ (rig.) Tel 90+2’ | Marcatori | 49’ Højlund 88’, 90+5’ Casemiro |

| Arbitro: | Ivan Kružliak |

|                  |           |                                    |
| Højlund 17’, 67’ | Marcatori | 23’ Zaha 71’ Aktürkoğlu 81’ Icardi |

| Arbitro: | Orel Grinfeld |

|             |           |                     |
| Lerager 56’ | Marcatori | 67’ Musiala 83’ Tel |

| Arbitro: | Davide Massa |

|                   |           |                               |
| Icardi 30’ (rig.) | Marcatori | 8’ Coman 73’ Kane 79’ Musiala |

| Arbitro: | Marco Guida |

|             |           |  |
| Maguire 72’ | Marcatori |  |

| Arbitro: | António Nobre |

|               |           |               |
| Kane 80’, 86’ | Marcatori | 90+3’ Bakambu |

| Arbitro: | Donatas Rumšas |

|                                                                 |           |                                      |
| Elyounoussi 45’ Gonçalves 45+9’ (rig.) Lerager 83’ Bardghji 87’ | Marcatori | 3’, 28’ Højlund 69’ (rig.) Fernandes |

| Arbitro: | José María Sánchez Martínez |

|                                |           |                                          |
| Ziyech 29’, 62’ Aktürkoğlu 71’ | Marcatori | 11’ Garnacho 18’ Fernandes 55’ McTominay |

| Monaco di Baviera 29 novembre 2023, ore 21:00 CET 5ª giornata | Bayern Monaco      | 0 – 0 referto | Copenaghen | Allianz Arena (75 000 spett.)\| Arbitro: \| Stéphanie Frappart \| |
| Arbitro:                                                      | Stéphanie Frappart |               |            |                                                                   |

| Arbitro: | Espen Eskås |

|  |           |           |
|  | Marcatori | 70’ Coman |

| Arbitro: | Daniele Orsato |

|             |           |  |
| Lerager 58’ | Marcatori |  |

### Gruppo B
| Squadra  | Pt | G | V | N | P | GF | GS | DG  |
| -------- | -- | - | - | - | - | -- | -- | --- |
| Arsenal  | 13 | 6 | 4 | 1 | 1 | 16 | 4  | +12 |
| PSV      | 9  | 6 | 2 | 3 | 1 | 8  | 10 | -2  |
| Lens     | 8  | 6 | 2 | 2 | 2 | 6  | 11 | -5  |
| Siviglia | 2  | 6 | 0 | 2 | 4 | 7  | 12 | -5  |

| Arbitro: | Tobias Stieler |

|            |           |             |
| Ocampos 9’ | Marcatori | 24’ Fulgini |

| Arbitro: | Felix Zwayer |

|                                                     |           |  |
| Saka 8’ Trossard 20’ Gabriel Jesus 38’ Ødegaard 70’ | Marcatori |  |

| Arbitro: | Marco Guida |

|                        |           |                   |
| Thomasson 25’ Wahi 69’ | Marcatori | 14’ Gabriel Jesus |

| Arbitro: | Daniele Orsato |

|                               |           |                          |
| De Jong 86’ (rig.) Teze 90+5’ | Marcatori | 68’ Gudelj 87’ En-Nesyri |

| Arbitro: | Glenn Nyberg |

|            |           |                                    |
| Gudelj 58’ | Marcatori | 45+4’ Martinelli 53’ Gabriel Jesus |

| Arbitro: | Radu Petrescu |

|          |           |              |
| Wahi 65’ | Marcatori | 54’ Bakayoko |

| Arbitro: | István Kovács |

|                       |           |  |
| Trossard 29’ Saka 64’ | Marcatori |  |

| Arbitro: | Daniel Siebert |

|             |           |  |
| De Jong 12’ | Marcatori |  |

| Arbitro: | Davide Massa |

|                         |           |                                          |
| Ramos 24’ En-Nesyri 47’ | Marcatori | 68’ Saibari 81’ (aut.) Gudelj 90+2’ Pepi |

| Arbitro: | Artur Soares Dias |

|                                                                                          |           |  |
| Havertz 13’ Gabriel Jesus 21’ Saka 23’ Martinelli 27’ Ødegaard 45+1’ Jorginho 86’ (rig.) | Marcatori |  |

| Arbitro: | Felix Zwayer |

|                                     |           |                  |
| Frankowski 63’ (rig.) Fulgini 90+6’ | Marcatori | 79’ (rig.) Ramos |

| Arbitro: | Tobias Stieler |

|               |           |             |
| Vertessen 50’ | Marcatori | 42’ Nketiah |

### Gruppo C
| Squadra       | Pt | G | V | N | P | GF | GS | DG |
| ------------- | -- | - | - | - | - | -- | -- | -- |
| Real Madrid   | 18 | 6 | 6 | 0 | 0 | 16 | 7  | +9 |
| Napoli        | 10 | 6 | 3 | 1 | 2 | 10 | 9  | +1 |
| Braga         | 4  | 6 | 1 | 1 | 4 | 6  | 12 | -6 |
| Union Berlino | 2  | 6 | 0 | 2 | 4 | 6  | 10 | -4 |

| Arbitro: | Espen Eskås |

|                  |           |  |
| Bellingham 90+4’ | Marcatori |  |

| Arbitro: | Serdar Gözübüyük |

|           |           |                                     |
| Bruma 84’ | Marcatori | 45+1’ Di Lorenzo 88’ (aut.) Niakaté |

| Arbitro: | Srđan Jovanović |

|                 |           |                                    |
| Becker 30’, 37’ | Marcatori | 41’ Niakaté 51’ Bruma 90+4’ Castro |

| Arbitro: | Clément Turpin |

|                                   |           |                                              |
| Østigård 19’ Zieliński 54’ (rig.) | Marcatori | 27’ Vinícius 34’ Bellingham 78’ (aut.) Meret |

| Arbitro: | Michael Oliver |

|           |           |                            |
| Djaló 63’ | Marcatori | 16’ Rodrygo 61’ Bellingham |

| Arbitro: | Irfan Peljto |

|  |           |               |
|  | Marcatori | 65’ Raspadori |

| Arbitro: | Danny Makkelie |

|              |           |            |
| Politano 39’ | Marcatori | 52’ Fofana |

| Arbitro: | Halil Umut Meler |

|                                   |           |  |
| Díaz 27’ Vinícius 58’ Rodrygo 61’ | Marcatori |  |

| Arbitro: | François Letexier |

|                                                 |           |                         |
| Rodrygo 11’ Bellingham 22’ Paz 84’ Joselu 90+4’ | Marcatori | 9’ Simeone 47’ Anguissa |

| Arbitro: | Clément Turpin |

|           |           |            |
| Djaló 51’ | Marcatori | 42’ Gosens |

| Arbitro: | Slavko Vinčić |

|                              |           |  |
| Saatçı 9’ (aut.) Osimhen 33’ | Marcatori |  |

| Arbitro: | Rade Obrenovič |

|                        |           |                              |
| Volland 45+1’ Král 85’ | Marcatori | 61’, 72’ Joselu 89’ Ceballos |

### Gruppo D
| Squadra       | Pt | G | V | N | P | GF | GS | DG |
| ------------- | -- | - | - | - | - | -- | -- | -- |
| Real Sociedad | 12 | 6 | 3 | 3 | 0 | 7  | 2  | +5 |
| Inter         | 12 | 6 | 3 | 3 | 0 | 8  | 5  | +3 |
| Benfica       | 4  | 6 | 1 | 1 | 4 | 7  | 11 | -4 |
| Salisburgo    | 4  | 6 | 1 | 1 | 4 | 4  | 8  | -4 |

| Arbitro: | Michael Oliver |

|           |           |              |
| Méndez 4’ | Marcatori | 87’ Martínez |

| Arbitro: | Halil Umut Meler |

|  |           |                             |
|  | Marcatori | 15’ (rig.) Šimić 51’ Gloukh |

| Arbitro: | Bartosz Frankowski |

|  |           |                         |
|  | Marcatori | 7’ Oyarzabal 27’ Méndez |

| Arbitro: | Danny Makkelie |

|            |           |  |
| Thuram 62’ | Marcatori |  |

| Arbitro: | François Letexier |

|                                   |           |            |
| Sánchez 19’ Çalhanoğlu 64’ (rig.) | Marcatori | 57’ Gloukh |

| Arbitro: | Clément Turpin |

|  |           |            |
|  | Marcatori | 63’ Méndez |

| Arbitro: | Anthony Taylor |

|                                         |           |              |
| Merino 6’ Oyarzabal 11’ Barrenetxea 21’ | Marcatori | 49’ R. Silva |

| Arbitro: | Serdar Gözübüyük |

|  |           |                     |
|  | Marcatori | 85’ (rig.) Martínez |

| Arbitro: | Andris Treimanis |

|                         |           |                                                |
| João Mário 5’, 13’, 34’ | Marcatori | 51’ Arnautović 58’ Frattesi 72’ (rig.) Sánchez |

| San Sebastián 29 novembre 2023, ore 21:00 CET 5ª giornata | Real Sociedad  | 0 – 0 referto | Salisburgo | Stadio di Anoeta (34 419 spett.)\| Arbitro: \| Mykola Balakin \| |
| Arbitro:                                                  | Mykola Balakin |               |            |                                                                  |

| Milano 12 dicembre 2023, ore 21:00 CET 6ª giornata | Inter          | 0 – 0 referto | Real Sociedad | Stadio Giuseppe Meazza (69 010 spett.)\| Arbitro: \| Sandro Schärer \| |
| Arbitro:                                           | Sandro Schärer |               |               |                                                                        |

| Arbitro: | Daniel Siebert |

|           |           |                                          |
| Sučić 57’ | Marcatori | 32’ Di María 45+1’ R. Silva 90+2’ Cabral |

### Gruppo E
| Squadra         | Pt | G | V | N | P | GF | GS | DG  |
| --------------- | -- | - | - | - | - | -- | -- | --- |
| Atlético Madrid | 14 | 6 | 4 | 2 | 0 | 17 | 6  | +11 |
| Lazio           | 10 | 6 | 3 | 1 | 2 | 7  | 7  | 0   |
| Feyenoord       | 6  | 6 | 2 | 0 | 4 | 9  | 10 | -1  |
| Celtic          | 4  | 6 | 1 | 1 | 4 | 5  | 15 | -10 |

| Arbitro: | Irfan Peljto |

|                              |           |  |
| Stengs 45+2’ Jahanbakhsh 76’ | Marcatori |  |

| Arbitro: | Slavko Vinčić |

|                |           |             |
| Provedel 90+5’ | Marcatori | 29’ Barrios |

| Arbitro: | François Letexier |

|                                 |           |                              |
| Morata 12’, 47’ Griezmann 45+4’ | Marcatori | 7’ (aut.) Hermoso 34’ Hancko |

| Arbitro: | Donatas Rumšas |

|               |           |                        |
| Furuhashi 12’ | Marcatori | 29’ Vecino 90+5’ Pedro |

| Arbitro: | Tobias Stieler |

|                                 |           |                  |
| Giménez 31’, 74’ Zerrouki 45+2’ | Marcatori | 83’ (rig.) Pedro |

| Arbitro: | Felix Zwayer |

|                        |           |                          |
| Furuhashi 4’ Palma 28’ | Marcatori | 25’ Griezmann 53’ Morata |

| Arbitro: | Ivan Kružliak |

|                                                       |           |  |
| Griezmann 6’, 60’ Morata 45+2’, 76’ Lino 66’ Saúl 84’ | Marcatori |  |

| Arbitro: | Szymon Marciniak |

|                |           |  |
| Immobile 45+1’ | Marcatori |  |

| Arbitro: | Halil Umut Meler |

|                   |           |  |
| Immobile 82’, 85’ | Marcatori |  |

| Arbitro: | Anthony Taylor |

|             |           |                                                      |
| Wieffer 77’ | Marcatori | 14’ (aut.) Geertruida 57’ Hermoso 81’ (aut.) Giménez |

| Arbitro: | Serdar Gözübüyük |

|                       |           |  |
| Griezmann 6’ Lino 51’ | Marcatori |  |

| Arbitro: | Benoît Bastien |

|                                    |           |            |
| Palma 33’ (rig.) Lagerbielke 90+1’ | Marcatori | 82’ Minteh |

### Gruppo F
| Squadra             | Pt | G | V | N | P | GF | GS | DG |
| ------------------- | -- | - | - | - | - | -- | -- | -- |
| Borussia Dortmund   | 11 | 6 | 3 | 2 | 1 | 7  | 4  | +3 |
| Paris Saint-Germain | 8  | 6 | 2 | 2 | 2 | 9  | 8  | +1 |
| Milan               | 8  | 6 | 2 | 2 | 2 | 5  | 8  | -3 |
| Newcastle Utd       | 5  | 6 | 1 | 2 | 3 | 6  | 7  | -1 |

| Milano 19 settembre 2023, ore 18:45 CEST 1ª giornata | Milan                       | 0 – 0 referto | Newcastle Utd | Stadio Giuseppe Meazza (65 695 spett.)\| Arbitro: \| José María Sánchez Martínez \| |
| Arbitro:                                             | José María Sánchez Martínez |               |               |                                                                                     |

| Arbitro: | Jesús Gil Manzano |

|                              |           |  |
| Mbappé 49’ (rig.) Hakimi 58’ | Marcatori |  |

| Dortmund 4 ottobre 2023, ore 21:00 CEST 2ª giornata | Borussia Dortmund | 0 – 0 referto | Milan | Signal Iduna Park (81 365 spett.)\| Arbitro: \| Szymon Marciniak \| |
| Arbitro:                                            | Szymon Marciniak  |               |       |                                                                     |

| Arbitro: | István Kovács |

|                                                |           |               |
| Almirón 17’ Burn 39’ Longstaff 50’ Schär 90+1’ | Marcatori | 56’ Hernández |

| Arbitro: | Slavko Vinčić |

|                                   |           |  |
| Mbappé 32’ Kolo Muani 53’ Lee 89’ | Marcatori |  |

| Arbitro: | Artur Soares Dias |

|  |           |            |
|  | Marcatori | 45’ Nmecha |

| Arbitro: | Alejandro Hernández Hernández |

|                         |           |  |
| Füllkrug 26’ Brandt 79’ | Marcatori |  |

| Arbitro: | Jesús Gil Manzano |

|                     |           |             |
| Leão 12’ Giroud 50’ | Marcatori | 9’ Škriniar |

| Arbitro: | Szymon Marciniak |

|                     |           |          |
| Mbappé 90+8’ (rig.) | Marcatori | 24’ Isak |

| Arbitro: | István Kovács |

|               |           |                                               |
| Chukwueze 37’ | Marcatori | 10’ (rig.) Reus 59’ Bynoe-Gittens 69’ Adeyemi |

| Arbitro: | Glenn Nyberg |

|             |           |                 |
| Adeyemi 51’ | Marcatori | 56’ Zaïre-Emery |

| Arbitro: | Danny Makkelie |

|               |           |                           |
| Joelinton 33’ | Marcatori | 59’ Pulisic 84’ Chukwueze |

### Gruppo G
| Squadra         | Pt | G | V | N | P | GF | GS | DG  |
| --------------- | -- | - | - | - | - | -- | -- | --- |
| Manchester City | 18 | 6 | 6 | 0 | 0 | 18 | 7  | +11 |
| RB Lipsia       | 12 | 6 | 4 | 0 | 2 | 13 | 10 | +3  |
| Young Boys      | 4  | 6 | 1 | 1 | 4 | 7  | 13 | -6  |
| Stella Rossa    | 1  | 6 | 0 | 1 | 5 | 7  | 15 | -8  |

| Arbitro: | Enea Jorgji |

|          |           |                                     |
| Elia 33’ | Marcatori | 3’ Simakan 73’ Schlager 90+2’ Šeško |

| Arbitro: | João Pinheiro |

|                            |           |            |
| Álvarez 47’, 60’ Rodri 73’ | Marcatori | 45’ Bukari |

| Arbitro: | Artur Soares Dias |

|            |           |                                  |
| Openda 48’ | Marcatori | 25’ Foden 84’ Álvarez 90+2’ Doku |

| Arbitro: | William Collum |

|                       |           |                              |
| Ndiaye 35’ Bukari 88’ | Marcatori | 48’ Ugrinic 61’ (rig.) Itten |

| Arbitro: | José María Sánchez Martínez |

|                              |           |              |
| Raum 12’ Simons 59’ Olmo 84’ | Marcatori | 70’ Stamenic |

| Arbitro: | Morten Krogh |

|          |           |                                    |
| Elia 52’ | Marcatori | 48’ Akanji 67’ (rig.), 86’ Haaland |

| Arbitro: | Erik Lambrechts |

|                                     |           |  |
| Haaland 23’ (rig.), 51’ Foden 45+1’ | Marcatori |  |

| Arbitro: | Daniele Orsato |

|                     |           |                      |
| Henrichs 81’ (aut.) | Marcatori | 8’ Simons 77’ Openda |

| Arbitro: | Glenn Nyberg |

|                                   |           |                 |
| Haaland 54’ Foden 70’ Álvarez 87’ | Marcatori | 13’, 33’ Openda |

| Arbitro: | Danny Makkelie |

|                                |           |  |
| Nedeljković 8’ (aut.) Blum 29’ | Marcatori |  |

| Arbitro: | Manfredas Lukjančukas |

|                        |           |            |
| Šeško 51’ Forsberg 56’ | Marcatori | 53’ Colley |

| Arbitro: | Əliyar Ağayev |

|                       |           |                                           |
| Hwang 76’ Katai 90+1’ | Marcatori | 19’ Hamilton 62’ Bobb 85’ (rig.) Phillips |

### Gruppo H
| Squadra    | Pt | G | V | N | P | GF | GS | DG  |
| ---------- | -- | - | - | - | - | -- | -- | --- |
| Barcellona | 12 | 6 | 4 | 0 | 2 | 12 | 6  | +6  |
| Porto      | 12 | 6 | 4 | 0 | 2 | 15 | 8  | +7  |
| Šachtar    | 9  | 6 | 3 | 0 | 3 | 10 | 12 | -2  |
| Anversa    | 3  | 6 | 1 | 0 | 5 | 6  | 17 | -11 |

| Arbitro: | Radu Petrescu |

|                                                                  |           |  |
| João Félix 11’, 66’ Lewandowski 19’ Bataille 22’ (aut.) Gavi 54’ | Marcatori |  |

| Arbitro: | Davide Massa |

|           |           |                           |
| Kelsy 13’ | Marcatori | 8’, 15’ Galeno 29’ Taremi |

| Arbitro: | Rade Obrenovič |

|                        |           |                              |
| Muja 3’ Balikwisha 33’ | Marcatori | 48’, 76’ Sikan 71’ Rakyc'kyj |

| Arbitro: | Anthony Taylor |

|  |           |              |
|  | Marcatori | 45+1’ Torres |

| Arbitro: | Ivan Kružliak |

|                      |           |             |
| Torres 28’ López 36’ | Marcatori | 62’ Sudakov |

| Arbitro: | Benoît Bastien |

|           |           |                                       |
| Yusuf 37’ | Marcatori | 46’, 69’, 84’ Evanilson 54’ Eustáquio |

| Arbitro: | Irfan Peljto |

|           |           |  |
| Sikan 40’ | Marcatori |  |

| Arbitro: | Maurizio Mariani |

|                                 |           |  |
| Evanilson 32’ (rig.) Pepe 90+1’ | Marcatori |  |

| Arbitro: | Bartosz Frankowski |

|                |           |  |
| Matvijenko 12’ | Marcatori |  |

| Arbitro: | Daniele Orsato |

|                            |           |          |
| Cancelo 32’ João Félix 57’ | Marcatori | 30’ Pepê |

| Arbitro: | István Kovács |

|                                                  |           |                                              |
| Galeno 9’, 43’ Taremi 62’ Pepe 75’ Conceição 82’ | Marcatori | 29’ Sikan 72’ (aut.) Eustáquio 88’ Eguinaldo |

| Arbitro: | Marco Guida |

|                                           |           |                       |
| Vermeeren 2’ Janssen 56’ Ilenikhena 90+2’ | Marcatori | 35’ Torres 90+1’ Guiu |